# Tony Awards 2021
Die Verleihung der 74. Tony Awards 2021 (74th Annual Tony Awards) fand am 26. September 2021 in der Winter Garden Theatre in New York City statt. Die Preisverleihung sollte ursprünglich am 7. Juni 2020 stattfinden, wurde aber aufgrund der COVID-19-Pandemie in New York City auf das Folgejahr verschoben. Moderatoren der Veranstaltung waren Audra McDonald und Leslie Odom Jr., als Laudatoren fungierten Annaleigh Ashford, Jon Batiste, Erich Bergen, Stephanie J. Block, Wayne Brady, Kerry Butler, Darren Criss, Robin de Jesús, André De Shields, Beanie Feldstein, Jesse Tyler Ferguson, Jordan Fisher, Santino Fontana, Andrew Garfield, Mandy Gonzalez, Josh Groban, Jake Gyllenhaal, James Monroe Iglehart, Amber Iman, Jasmine Cephas Jones, Ron Cephas Jones, LaChanze, Cyndi Lauper, Norm Lewis, John Lithgow, Andrew Lloyd Webber, Debra Messing, Ruthie Ann Miles, Patina Miller, Lin-Manuel Miranda, Bebe Neuwirth, Brian Stokes Mitchell, Lynn Nottage, Bernadette Peters, Wendell Pierce, Jeremy Pope, Sheryl Lee Ralph, Chita Rivera, Daphne Rubin-Vega, Lea Salonga, Black Thought, Courtney B. Vance, Adrienne Warren und B. D. Wong. Ausgezeichnet wurden Theaterstücke und Musicals der Saison 2019/20, die am Broadway ihre Erstaufführung hatten. Die Preisverleihung wurde in zwei getrennten Teilen von Columbia Broadcasting System und Paramount+ im Fernsehen übertragen.

## Hintergrund
Die Antoinette Perry Awards for Excellence in Theatre, oder besser bekannt als Tony Awards, werden seit 1947 jährlich in zahlreichen Kategorien für herausragende Leistungen bei Broadway-Produktionen und -Aufführungen der letzten Theatersaison vergeben. Zusätzlich werden verschiedene Sonderpreise, z. B. der Regional Theatre Tony Award, verliehen. Benannt ist die Auszeichnung nach Antoinette Perry. Sie war 1940 Mitbegründerin des wiederbelebten und überarbeiteten American Theatre Wing (ATW). Die Preise wurden nach ihrem Tod im Jahr 1946 vom ATW zu ihrem Gedenken gestiftet und werden bei einer jährlichen Zeremonie in New York City überreicht.
Die 74. Tony Awards sollten ursprünglich am 7. Juni 2020 in der Radio City Music Hall in New York City stattfinden und vom Fernsehsender CBS übertragen werden. Sie wurden aufgrund der COVID-19-Pandemie auf unbestimmte Zeit verschoben. Am 21. August 2020 wurde bekannt gegeben, dass die Verleihung im Laufe des Jahres nachgeholt werde, wobei weitere Einzelheiten zu einem späteren Zeitpunkt veröffentlicht werden sollten. Die Bekanntgabe der Nominierungen war ursprünglich für den 28. April 2020 vorgesehen. Am 25. März 2020 wurde bekannt gegeben, dass Preisverleihung und alle damit verbundenen Veranstaltungen auf unbestimmte Zeit verschoben werden. New York hatte am 12. März 2020 die Schließung aller Broadway-Theater angeordnet, um Menschenansammlungen zu verhindern. Am 21. August 2020 wurde verlautbart, dass die Verleihung im Laufe des Jahres 2020 nachgeholt werden solle, ohne dass ein neuer Termin festgelegt wurde. Die Nominierungen erfolgten am 15. Oktober 2020 durch James Monroe Iglehart. Die Abstimmung für die Tony Awards fand vom 1. bis 15. März 2021 statt, und es wurde angekündigt, dass die Preisverleihung in Verbindung mit der Wiedereröffnung des Broadway erfolgen werde.

## Teilnahmeberechtigung
Teilnahmeberechtigt waren folgende Broadway-Produktionen der Saison 2019/20:
- Erstaufgeführte Theaterstücke: A Christmas Carol, Grand Horizons, The Great Society, The Height of the Storm, The Inheritance, Linda Vista, My Name Is Lucy Barton, Sea Wall/A Life, Slave Play und The Sound Inside
- Erstaufgeführte Musicals: Jagged Little Pill, The Lightning Thief: The Percy Jackson Musical, Moulin Rouge! und Tina
- Wiederaufgenommene Theaterstücke: Betrayal, Frankie and Johnny in the Clair de Lune, The Rose Tattoo und A Soldier’s Play

## Gewinner und Nominierte

### Theaterstücke
| Meiste Tonys         | A Christmas Carol (5 Tonys)   |
| Meiste Nominierungen | Slave Play (12 Nominierungen) |

| Kategorie                                | Preisträger        | Theaterstück                                   | Nominierungen |
| Bestes Theaterstück                      | Matthew Lopez      | The Inheritance                                | - Grand Horizons – Bess Wohl - Sea Wall/A Life – Simon Stephens und Nick Payne - Slave Play – Jeremy O. Harris - The Sound Inside – Adam Rapp                                                                                                 |
| Beste Wiederaufnahme eines Theaterstücks | Charles Fuller     | A Soldier’s Play                               | - Betrayal - Frankie and Johnny in the Clair de Lune |
| Bester Hauptdarsteller                   | Andrew Burnap      | The Inheritance als Toby Darling               | - Ian Barford in Linda Vista als Wheeler - Jake Gyllenhaal in Sea Wall/A Life als Abe - Tom Hiddleston in Betrayal als Robert - Tom Sturridge in Sea Wall/A Life als Alex - Blair Underwood in A Soldier’s Play als Captain Richard Davenport |
| Beste Hauptdarstellerin                  | Mary-Louise Parker | The Sound Inside als Bella                     | - Joaquina Kalukango in Slave Play als Kaneisha - Laura Linney in My Name Is Lucy Barton als Lucy Barton - Audra McDonald in Frankie and Johnny in the Clair de Lune als Frankie                                                              |
| Bester Nebendarsteller                   | David Alan Grier   | A Soldier’s Play als Sergeant Vernon C. Waters | - Ato Blankson-Wood in Slave Play als Gary - James Cusati-Moyer in Slave Play als Dustin - John Benjamin Hickey in The Inheritance als Henry Wilcox - Paul Hilton in The Inheritance als Morgan/Walter Poole                                  |
| Beste Nebendarstellerin                  | Lois Smith         | Lois Smith – The Inheritance als Margaret      | - Jane Alexander in Grand Horizons als Nancy - Chalia La Tour in Slave Play als Teá - Annie McNamara in Slave Play als Alana - Cora Vander Broek in Linda Vista als Jules                                                                     |
| Beste Theaterregie                       | Stephen Daldry     | The Inheritance                                | - David Cromer – The Sound Inside - Kenny Leon – A Soldier’s Play - Jamie Lloyd – Betrayal - Robert O’Hara – Slave Play |
| Bestes Bühnenbild                        | Rob Howell         | A Christmas Carol                              | - Bob Crowley – The Inheritance - Soutra Gilmour – Betrayal - Derek McLane – A Soldier’s Play - Clint Ramos – Slave Play |
| Beste Kostüme                            | Rob Howell         | A Christmas Carol                              | - Dede Ayite – Slave Play - Dede Ayite – A Soldier’s Play - Bob Crowley – The Inheritance - Clint Ramos – The Rose Tattoo |
| Bestes Lichtdesign                       | Hugh Vanstone      | A Christmas Carol                              | - Jiyoun Chang – Slave Play - Jon Clark – The Inheritance - Heather Gilbert – The Sound Inside - Allen Lee Hughes – A Soldier’s Play |
| Bestes Sounddesign                       | Simon Baker        | A Christmas Carol                              | - Paul Arditti und Christopher Reid – The Inheritance - Lindsay Jones – Slave Play - Daniel Kluger – Sea Wall/A Life - Daniel Kluger – The Sound Inside                                                                                       |

### Musicals
| Meiste Tonys         | Jagged Little Pill (2 Tonys)          |
| Meiste Nominierungen | Jagged Little Pill (15 Nominierungen) |

| Kategorie                           | Preisträger                                               | Musical                                   | Nominierungen |
| Bestes Musical                      | John Logan (Buch) und Verschiedene (Musik und Liedtexte)  | Moulin Rouge!                             | - Jagged Little Pill - Tina |
| Beste Wiederaufnahme eines Musicals | nicht vergeben                                            | nicht vergeben                            | nicht vergeben |
| Bester Hauptdarsteller              | Aaron Tveit                                               | Moulin Rouge! als Christian               | - Keine weiteren Nominierungen in dieser Kategorie |
| Beste Hauptdarstellerin             | Adrienne Warren                                           | Tina als Tina Turner                      | - Karen Olivo in Moulin Rouge! als Satine - Elizabeth Stanley in Jagged Little Pill als Mary Jane „M.J.“ Healy |
| Bester Nebendarsteller              | Danny Burstein                                            | Moulin Rouge! als Harold Zidler           | - Derek Klena in Jagged Little Pill als Nicholas „Nick“ Healy - Sean Allan Krill in Jagged Little Pill als Steve Healy - Sahr Ngaujah in Moulin Rouge! als Henri de Toulouse-Lautrec - Daniel J. Watts in Tina als Ike Turner   |
| Beste Nebendarstellerin             | Lauren Patten                                             | Jagged Little Pill als Joanne „Jo“ Taylor | - Kathryn Gallagher in Jagged Little Pill als Bella Fox - Celia Rose Gooding in Jagged Little Pill als Mary Frances „Frankie“ Healy - Robyn Hurder in Moulin Rouge! als Nini - Myra Lucretia Taylor in Tina als Gran Georgeanna |
| Beste Musicalregie                  | Alex Timbers                                              | Moulin Rouge!                             | - Phyllida Lloyd – Tina - Diane Paulus – Jagged Little Pill |
| Bestes Bühnenbild                   | Derek McLane                                              | Moulin Rouge!                             | - Riccardo Hernández und Lucy MacKinnon – Jagged Little Pill - Mark Thompson und Jeff Sugg – Tina |
| Beste Kostüme                       | Catherine Zuber                                           | Moulin Rouge!                             | - Emily Rebholz – Jagged Little Pill - Mark Thompson – Tina |
| Bestes Lichtdesign                  | Justin Townsend                                           | Moulin Rouge!                             | - Bruno Poet – Tina - Justin Townsend – Jagged Little Pill |
| Bestes Sounddesign                  | Peter Hylenski                                            | Moulin Rouge!                             | - Jonathan Deans – Jagged Little Pill - Nevin Steinberg – Tina |
| Bestes Musicallibretto              | Diablo Cody                                               | Jagged Little Pill                        | - John Logan – Moulin Rouge! - Katori Hall, Frank Ketelaar und Kees Prins – Tina |
| Beste Originalmusik                 | Christopher Nightingale (Musik)                           | A Christmas Carol                         | - Paul Englishby (Musik) – The Inheritance - Fitz Patton und Jason Michael Webb (Musik) – The Rose Tattoo - Lindsay Jones (Musik) – Slave Play - Daniel Kluger (Musik) – The Sound Inside                                       |
| Beste Choreographie                 | Sonya Tayeh                                               | Moulin Rouge!                             | - Sidi Larbi Cherkaoui – Jagged Little Pill - Anthony Van Laast – Tina |
| Beste Orchestrierung                | Katie Kresek, Charlie Rosen, Matt Stine und Justin Levine | Moulin Rouge!                             | - Tom Kitt – Jagged Little Pill - Ethan Popp – Tina |

### Sonderpreise (ohne Wettbewerb)
| Kategorie                             | Preisträger                                   | Grund der Preisverleihung           |
| Special Tony Award                    | The Broadway Advocacy Coalition               |                                     |
| Special Tony Award                    | David Byrne’s American Utopia                 |                                     |
| Special Tony Award                    | Freestyle Love Supreme                        |                                     |
| Special Tony Award                    | Graciela Daniele                              | Lifetime Achievement in the Theatre |
| Tony Honors for Excellence in Theatre | Fred Gallo                                    |                                     |
| Tony Honors for Excellence in Theatre | Irene Gandy                                   |                                     |
| Tony Honors for Excellence in Theatre | Beverly Jenkins                               |                                     |
| Tony Honors for Excellence in Theatre | New Federal Theatre, Woodie King Jr., Gründer |                                     |
| Isabelle Stevenson Award              | Julie Halston                                 |                                     |

## Statistik

### Nominierungen und Auszeichnungen pro Produktion
| Produktion                              | Nominierungen | Auszeichnungen |
| --------------------------------------- | ------------- | -------------- |
| Jagged Little Pill                      | 15            | 2              |
| Moulin Rouge!                           | 14            | 10             |
| Slave Play                              | 12            | 0              |
| Tina                                    | 12            | 1              |
| The Inheritance                         | 11            | 4              |
| A Soldier’s Play                        | 7             | 2              |
| The Sound Inside                        | 6             | 1              |
| A Christmas Carol                       | 5             | 5              |
| Betrayal                                | 4             | 0              |
| Sea Wall/A Life                         | 4             | 0              |
| Frankie and Johnny in the Clair de Lune | 2             | 0              |
| Grand Horizons                          | 2             | 0              |
| Linda Vista                             | 2             | 0              |
| The Rose Tattoo                         | 2             | 0              |